# Hiidenkivi
Hiidenkivi är ett gränsmärke i Finland.   Det ligger på gränsen mellan kommunerna Masko och Rusko i ekonomiska regionen  Åbo ekonomiska region  och landskapet Egentliga Finland, i den sydvästra delen av landet, 150 km väster om huvudstaden Helsingfors. Hiidenkivi ligger 73 meter över havet.

## Omgivningar
Terrängen runt Hiidenkivi är platt. Runt Hiidenkivi är det ganska glesbefolkat, med 22 invånare per kvadratkilometer. Närmaste större samhälle är Aura, 14,6 km öster om Hiidenkivi. I omgivningarna runt Hiidenkivi växer i huvudsak barrskog.

## Klimat
Trakten ingår i den hemiboreala klimatzonen. Årsmedeltemperaturen i trakten är 2 °C. Den varmaste månaden är juli, då medeltemperaturen är 16 °C, och den kallaste är januari, med −12 °C.